# James Whitmore, Jr.

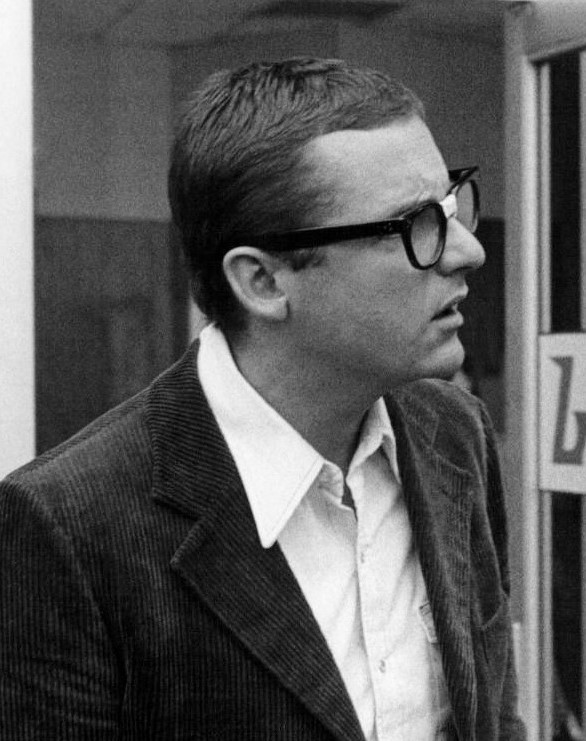
James Whitmore Jr.

James Allen Whitmore III (geb. 24. Oktober 1948 in Manhattan, New York City), besser bekannt als James Whitmore Jr., ist ein US-amerikanischer Schauspieler und seit den 1980er-Jahren aktiv als Fernsehregisseur. Am prominentesten als Schauspieler ist er für seine Rolle als Captain Jim Gutterman in der Fernsehserie Pazifikgeschwader 214. Er ist der Sohn des Schauspielers James Whitmore.

## Leben und Werk
Geboren und lebend in Manhattan bekam Whitmore immer wieder Gastrollen in Fernsehserien wie Detektiv Rockford – Anruf genügt und Hunter. Er hatte auch Auftritte in zwei Episoden von Magnum und einer Episode von Kampfstern Galactica. Danach führte er Regie bei vielen Episoden von Fernsehserien des später berühmten Produzenten Donald P. Bellisario, dem Schöpfer von Magnum und einer der damaligen Drehbuchautoren bei Galactica.
Neben der Arbeit als Regisseur für Serienepisoden von Donald P. Bellisario (Zurück in die Vergangenheit, Tequila und Bonetti, JAG – Im Auftrag der Ehre, Navy CIS, und Navy CIS: L.A.), drehte Whitmore auch in Regieverantwortung viele Serien von Joss Whedon. Er drehte die letzten Episoden von Dawson’s Creek und Zurück in die Vergangenheit.

## Filmografie (Auswahl)
Als Regisseur
- 1985: Trio mit vier Fäusten (Folge 3x09)
- 1985–1990: Hunter (23 Folgen)
- 1987–1990: 21 Jump Street – Tatort Klassenzimmer (21 Jump Street, 8 Folgen)
- 1989–1993: Zurück in die Vergangenheit (Quantum Leap, 15 Folgen)
- 1990: Ferris Bueller (Folge 1x05)
- 1992: Tequila und Bonetti (Tequila and Bonetti, 4 Folgen)
- 1993–1995: Der Polizeichef (The Commish, 8 Folgen)
- 1993–1996: Beverly Hills, 90210 (11 Folgen)
- 1995–1996: Nowhere Man – Ohne Identität! (Nowhere Man, 3 Folgen)
- 1996: Das Seattle Duo (Mr. and Mrs. Smith, Folge 1x10)
- 1996–1997, 1999: Pretender (The Pretender, 7 Folgen)
- 1997–1998: Profiler (2 Folgen)
- 1998: Brooklyn South (2 Folgen)
- 1998–1999: Buffy – Im Bann der Dämonen (Buffy the Vampire Slayer, 5 Folgen)
- 1999–2003: Dawson’s Creek (6 Folgen)
- 2000: Sechs unter einem Dach (Get Real, 3 Folgen)
- 2000: Rawley High – Das erste Semester (Young Americans, 5 Folgen)
- 2000–2001: Roswell (2 Folgen)
- 2001: Angel – Jäger der Finsternis (Angel, Folge 2x15)
- 2001: JAG – Im Auftrag der Ehre (JAG, 2 Folgen)
- 2001–2002: Dark Angel (2 Folgen)
- 2001–2002: Witchblade (4 Folgen)
- 2001–2002: Providence (3 Folgen)
- 2002–2003: Star Trek: Enterprise (2 Folgen)
- 2002–2003: 24 (6 Folgen)
- 2003–2004: Dead Like Me – So gut wie tot (Dead Like Me, 4 Folgen)
- 2003–2005: Cold Case – Kein Opfer ist je vergessen (Cold Case, 6 Folgen)
- seit 2004: Navy CIS (NCIS)
- 2006: Bones – Die Knochenjägerin (Bones, 2 Folgen)
- 2006–2007: Jericho – Der Anschlag (Jericho, 3 Folgen)
- 2006–2007, 2009: The Unit – Eine Frage der Ehre (The Unit, 5 Folgen)
- 2007: Las Vegas (2 Folgen)
- 2008–2009: The Cleaner (2 Folgen)
- 2009–2016: Good Wife (The Good Wife, 4 Folgen)
- 2009–2013, 2017: Navy CIS: L.A. (NCIS: Los Angeles, 11 Folgen)
- 2012: Person of Interest (Folge 2x04)
- 2014–2016: Navy CIS: New Orleans (NCIS: New Orleans, 7 Folgen)
- 2014, 2016–2017: Madam Secretary (4 Folgen)
- 2016: Ray Donovan (Folge 4x09)
- 2025: Elsbeth (Folge 2x16)

Als Schauspieler
- 1976–1977: Pazifikgeschwader 214 (Baa Baa Black Sheep, 23 Folgen)
- 1977, 1979: Detektiv Rockford – Anruf genügt (The Rockford Files, 2 Folgen)
- 1977, 1980: Lou Grant (2 Folgen)
- 1978: Die Boys von Kompanie C. (The Boys in Company C)
- 1978: Operation Valhalla (The Gypsy Warriors)
- 1978: The Eddie Capra Mysteries (Folge 1x08)
- 1980: Long Riders (The Long Riders)
- 1981–1982: Magnum (Magnum, P.I., 2 Folgen)
- 1981–1983: The Greatest American Hero (3 Folgen)
- 1981, 1983, 1986: Simon & Simon (3 Folgen)
- 1984: Airwolf (2 Folgen)
- 1984: Ein Engel auf Erden (Highway to Heaven, Folge 1x11)
- 1984–1985: Hardcastle and McCormick (2 Folgen)
- 1984–1986: Hunter (19 Folgen)
- 1985, 1987: Twilight Zone (The Twilight Zone, 2 Folgen)
- 1991–1993: Zurück in die Vergangenheit (Quantum Leap, 3 Folgen)